# Les Alleuds (Maine-et-Loire)
Pour les articles homonymes, voir Les Alleuds.
Les Alleuds est une ancienne commune française située dans le département de Maine-et-Loire, en région Pays de la Loire, devenue le 15 décembre 2016 une commune déléguée au sein de la commune nouvelle de Brissac Loire Aubance.

## Géographie
Commune angevine du Saumurois, Les Alleuds se situent au nord-est de Notre-Dame-d'Allençon, sur les routes D 761, Brissac-Quincé / Saulgé-l'Hôpital, et D 90, Chemellier / Notre-Dame-d'Allençon.

## Toponymie
L' aleu  ou l'alleu , sans doute d'origine francique al-od (« en toute propriété »), désignait un domaine héréditaire exempt de toute redevance, un des piliers du droit féodal, à l'opposé donc du fief.

## Histoire

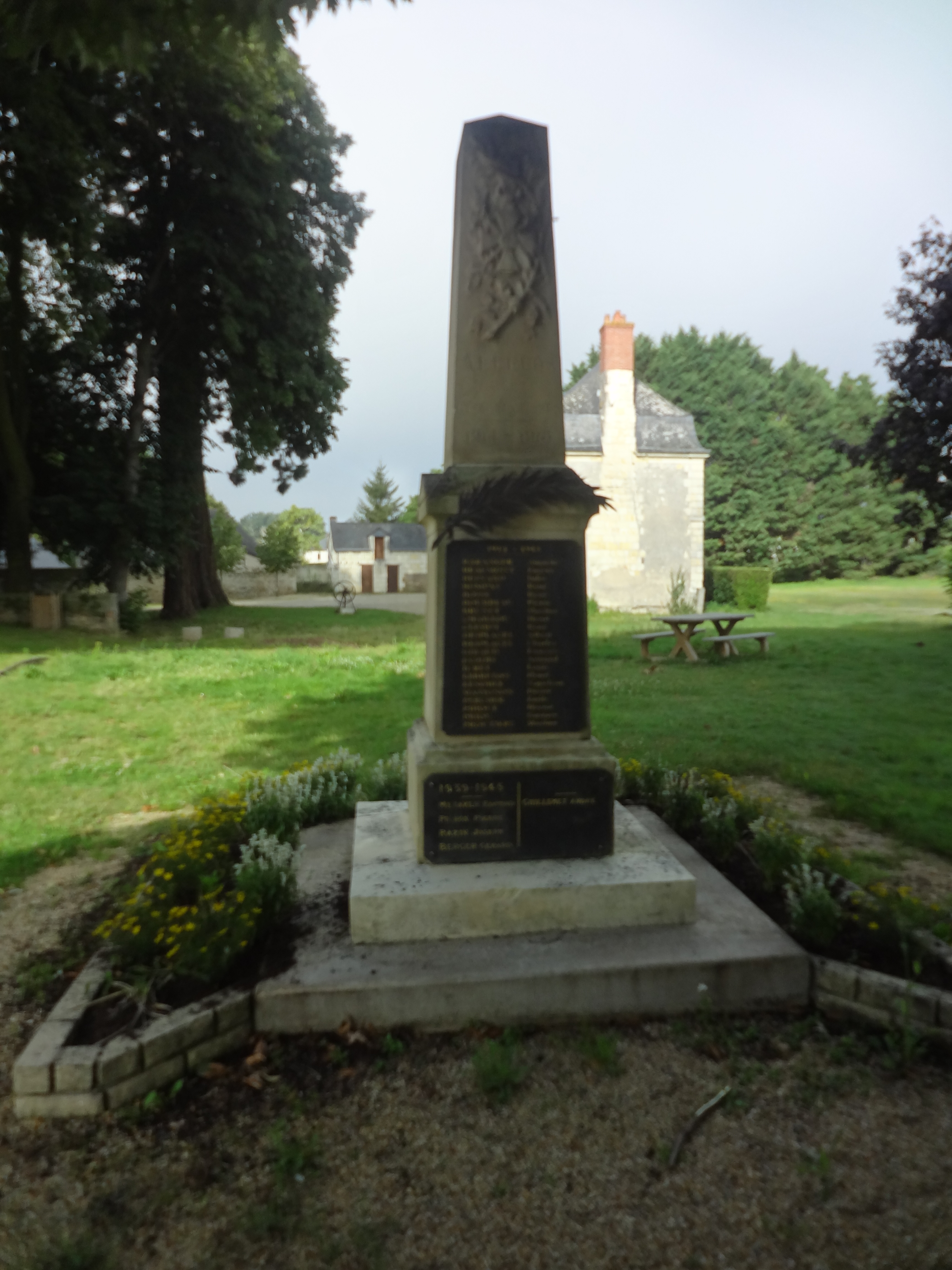
Monument aux morts de 1914-1918.

La découverte de quatre haches polies laisse supposer un passage de population sur le territoire de la commune. Certains toponymes pourraient également faire allusion à des sites mégalithiques.
Durant le haut Moyen Âge, le village est un alleu et donc libre de tout lien féodaux. Le territoire appartient dans un premier temps aux comtes d'Anjou, jusqu'en 974, où la comtesse Adèle, femme du comte Geoffroy, le donne au chapitre de Saint-Aubin d'Angers. Celui-ci y établit un prieuré.
La Première Guerre mondiale coûte la vie à 21 hommes de la commune. Quatre habitants sont tués lors de la Seconde Guerre mondiale. L'électricité est établie dans la commune entre 1929 et 1930.
Un projet de regroupement se dessine au milieu des années 2020. Il est entériné par les conseils municipaux en juin 2016 et intervient le 15 décembre 2016, donnant naissance à Brissac Loire Aubance. Les Alleuds devient alors une commune déléguée,.

## Politique et administration

### Administration municipale

#### Administration actuelle
Depuis le 15 décembre 2016 Les Alleuds constitue une commune déléguée au sein de la commune nouvelle de Brissac Loire Aubance et dispose d'un maire délégué.
| Période                                  | Période  | Identité         | Étiquette | Qualité |
| ---------------------------------------- | -------- | ---------------- | --------- | ------- |
| 15 décembre 2016                         | en cours | Thierry Gallard, |           |         |
| Les données manquantes sont à compléter. |          |                  |           |         |

#### Administration ancienne
| Période                                  | Période       | Identité         | Étiquette | Qualité                               |
| ---------------------------------------- | ------------- | ---------------- | --------- | ------------------------------------- |
| Les données manquantes sont à compléter. |               |                  |           |                                       |
| juin 1995                                | mars 2001     | André Hacault    |           | Entrepreneur agricole et terrassement |
| mars 2001                                | mars 2008     | Serge Pommeau    | DVD       | Retraité du transport routier         |
| mars 2008                                | décembre 2016 | Thierry Gallard, |           | Directeur de maison familiale rurale. |

### Ancienne situation administrative
La commune est membre de la communauté de communes Loire Aubance jusqu'en 2016, elle-même membre du syndicat mixte Pays Loire-Angers. La communauté de communes disparait le 1er janvier 2017 au profit de la nouvelle communauté de communes Loire Layon Aubance. La commune de Brissac Loire Aubance devient membre de cette nouvelle intercommunalité.
Jusqu'en 2014, la commune fait partie du canton des Ponts-de-Cé et de l'arrondissement d'Angers. Dans le cadre de la réforme territoriale, un nouveau découpage territorial pour le département de Maine-et-Loire est défini par le décret du 26 février 2014. La commune reste alors attachée à ce canton, avec une entrée en vigueur au renouvellement des assemblées départementales de 2015.

## Population et société

### Démographie

#### Évolution démographique
L'évolution du nombre d'habitants est connue à travers les recensements de la population effectués dans la commune depuis 1793. À partir du 1er janvier 2009, les populations légales des communes sont publiées annuellement dans le cadre d'un recensement qui repose désormais sur une collecte d'information annuelle, concernant successivement tous les territoires communaux au cours d'une période de cinq ans. 
Pour les communes de moins de 10 000 habitants, une enquête de recensement portant sur toute la population est réalisée tous les cinq ans, les populations légales des années intermédiaires étant quant à elles estimées par interpolation ou extrapolation. Pour la commune, le premier recensement exhaustif entrant dans le cadre du nouveau dispositif a été réalisé en 2008,.
En 2014, la commune comptait 878 habitants, en évolution de −1,46 % par rapport à 2009 (Maine-et-Loire : +3,3 %, France hors Mayotte : +2,49 %).
| 1793 | 1800 | 1806 | 1821 | 1831 | 1836 | 1841 | 1846 | 1851 |
| ---- | ---- | ---- | ---- | ---- | ---- | ---- | ---- | ---- |
| 480  | 252  | 464  | 490  | 541  | 546  | 557  | 577  | 581  |

| 1856 | 1861 | 1866 | 1872 | 1876 | 1881 | 1886 | 1891 | 1896 |
| ---- | ---- | ---- | ---- | ---- | ---- | ---- | ---- | ---- |
| 562  | 586  | 582  | 580  | 578  | 530  | 534  | 528  | 492  |

| 1901 | 1906 | 1911 | 1921 | 1926 | 1931 | 1936 | 1946 | 1954 |
| ---- | ---- | ---- | ---- | ---- | ---- | ---- | ---- | ---- |
| 512  | 514  | 506  | 439  | 474  | 467  | 468  | 479  | 443  |

| 1962 | 1968 | 1975 | 1982 | 1990 | 1999 | 2008 | 2013 | 2014 |
| ---- | ---- | ---- | ---- | ---- | ---- | ---- | ---- | ---- |
| 443  | 431  | 402  | 449  | 564  | 636  | 869  | 879  | 878  |

#### Âge de la population
La pyramide des âges, à savoir la répartition par sexe et âge de la population, de la commune des Alleuds en 2009, ainsi que, comparativement, celle du département de Maine-et-Loire la même année, sont représentées avec les graphiques ci-dessous.
La population de la commune comporte 50,7 % d'hommes et 49,3 % de femmes. Elle présente en 2009 une structure par grands groupes d'âge beaucoup plus jeune que celle de la France métropolitaine.
Il existe en effet 300 jeunes de moins de 20 ans pour cent personnes de plus de 60 ans, alors que pour la France l'indice de jeunesse, qui est égal à la division de la part des moins de 20 ans par la part des plus de 60 ans, est de 1,06. L'indice de jeunesse de la commune est également supérieur à celui  du département (1,18) et à celui de la région (1,1).
| Hommes | Classe d’âge | Femmes |
| ------ | ------------ | ------ |
| 0,2    | 90 ans ou +  | 0,2    |
| 3,2    | 75 à 89 ans  | 4,2    |
| 7,0    | 60 à 74 ans  | 8,4    |
| 17,5   | 45 à 59 ans  | 15,4   |
| 28,6   | 30 à 44 ans  | 26,9   |
| 15,6   | 15 à 29 ans  | 15,2   |
| 27,9   | 0 à 14 ans   | 29,7   |

| Hommes | Classe d’âge | Femmes |
| ------ | ------------ | ------ |
| 0,4    | 90 ans ou +  | 1,2    |
| 6,5    | 75 à 89 ans  | 9,6    |
| 12,4   | 60 à 74 ans  | 13,4   |
| 19,9   | 45 à 59 ans  | 19,3   |
| 20,1   | 30 à 44 ans  | 19,0   |
| 19,9   | 15 à 29 ans  | 18,8   |
| 20,8   | 0 à 14 ans   | 18,7   |

## Économie
Sur 54 établissements présents sur la commune à fin 2010, 33 % relevaient du secteur de l'agriculture (pour une moyenne de 17 % sur le département), 7 % du secteur de l'industrie, 22 % du secteur de la construction, 28 % de celui du commerce et des services et 9 % du secteur de l'administration et de la santé.

## Culture locale et patrimoine

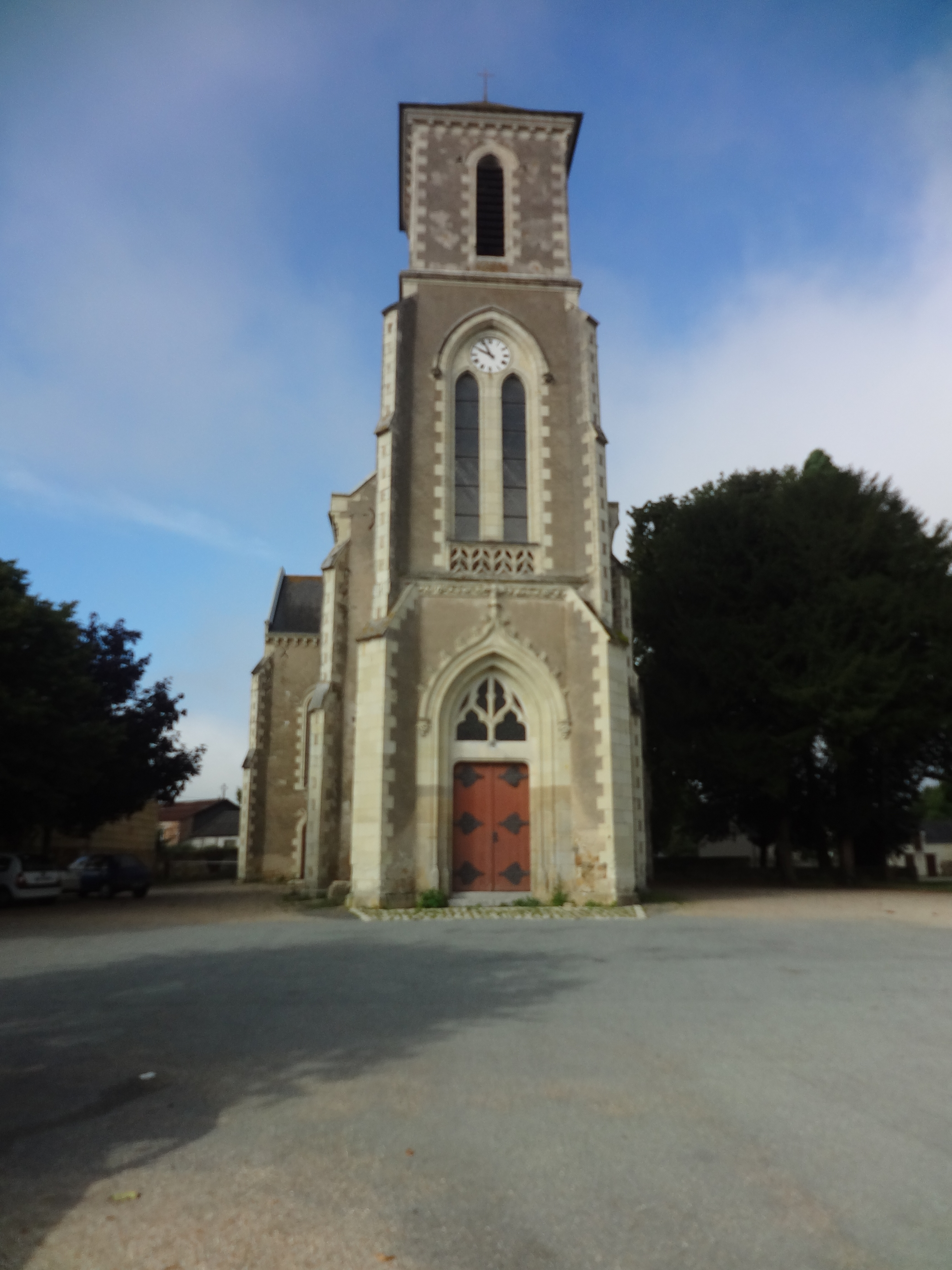
Église paroissiale Saint-Aubin.

### Lieux et monuments
- Le prieuré Saint-Aubin, du XVIe siècle, inscrit aux Monuments historiques par arrêté de 1957[23], et comprenant une chapelle des XIe-XVIIIe siècles[24] ;
- L'église Saint-Aubin, reconstruite en 1879-1881[25].